# 帕盧 (埃拉澤省)
帕盧（土耳其語：Palu）是土耳其的城鎮，位於該國中部，由埃拉澤省負責管轄，面積837平方公里，海拔高度850米，受大陸性氣候影響，每年平均降雨量430毫米，2008年人口为9,069人。